# Gai Pompeu Gal
Gai Pompeu Gal (en llatí Caius Pompeius Gallus) va ser un magistrat romà del segle i. Pertanyia a la gens Pompeia.
Va seguir el cursus honorum exercint diverses magistratures menors i l'any 49 va ser nomenat cònsol durant el regnat de Claudi, juntament amb Quint Verani Nepot. després va ser nomenat procònsol de la província d'Àsia.